# Лахор
Лахор (урду لاہور) — друге за величиною місто Пакистану, столиця провінції Пенджаб. На січень 2005 року безпосередньо в ньому проживали 5,5 мільйона жителів, а в його агломерації 6,3 мільйона. Лахор розташований на річці Раві, за кілька кілометрів від кордону з Індією. Місто є промисловим, культурним і транспортним центром північно-східного Пакистану. У Лахорі зосереджена кіноіндустрія країни.

## Історія
Місто виникло на початку н. е. З XI століття Лахор — духовний центр ісламу на індійському субконтиненті. В 1099—1114 і в 1153—1186 рр. — столиця держави Газневідів. При делійських султанах і Великих Моголах центр Пенджабського намісництва; часто служив тимчасовою резиденцією Великих Моголів, в 1799—1849 рр. — столиця Сикхської держави. В період англійського панування (1849—1947 рр.) — центр Лахорської області й однойменного округу Британської Індії. Після утворення Пакистану Лахор в 1947—1955 рр. — адміністративний центр провінції Пенджаб, в 1955—1970 рр. — області Лахор і провінції Західний Пакистан, з липня 1970 р. — адміністративний центр провінції Пенджаб.
Лахор багатий пам'ятниками архітектури 16–17 ст.; розташований на північному заході міста форт обнесений могутніми стінами й баштами (1570-ті рр.) і включає палацові комплекси з витонченими аркадами і павільйонами (палац Джахангіра, 1617 р., архітектор Абдул Карим), Перлову мечеть (1645 р.) і інші. У стінах (з баштами) «Старого міста», що прилягає з півдня до форту, збереглися: мечеті — Везир Хана (1634 р.), Золота (1753 р.); фахверкові житлові будинки з карнизами й балконами на дерев'яних кронштейнах з різьбленням. У районі Анаркалі (що розташований на південь від «Старого міста») — будівлі 19 ст., еклектичні по стилю, з національними мотивами: музей, університет, Верховний суд тощо. Після 1947 р. побудовані Національний коледж мистецтв, 10-поверхова будівля контор (1962—1965 рр.) та інше. Центральний музей (образотворче і прикладне мистецтво), Музей зброї у форті Лахор. За 8 км на схід від Лахора — сади Шалімара (1637 р., архітектор Алі Мардан Хан). У декількох кілометрах на північний захід від форту — мавзолей Джахангіра (1626 р.).
У другій половині XX століття місто опинилося поруч з лінією конфлікту між Індією і Пакистаном. На переговорах про укладення миру обидві сторони домовилися створити автобусне сполучення між Лахором і сусіднім індійським містом Амритсаром.

## Населення
За даними перепису 1998 року населення міста становило 6318745 осіб. Сучасний показник ймовірно наближається до 10 млн, що робить Лахор другим найбільшим містом країни після Карачі і тридцять восьмим містом у світі. 94% населення становлять мусульмани, 5,8% — християни; частка послідовників інших релігій дуже мала. Частина християн проживає на території християнського кварталу Йоганнабаду. Найбільш поширена мова — пенджабі, втім, вона не має в Лахорі офіційного статусу. Частина населення говорить також на урду, англійська поширена у сфері бізнесу та освіти.

## Клімат
Лахор має напіваридний клімат (BSh за класифікацією кліматів Кеппена). Найспекотніший місяць — червень, коли середні максимуми зазвичай перевищують 40 °C. Сезон дощів починається в кінці червня, найбільша кількість опадів спостерігається в липні. Найхолодніший місяць — січень.
| Клімат Лахору | Клімат Лахору | Клімат Лахору | Клімат Лахору | Клімат Лахору | Клімат Лахору | Клімат Лахору | Клімат Лахору | Клімат Лахору | Клімат Лахору | Клімат Лахору | Клімат Лахору | Клімат Лахору | Клімат Лахору |
| Показник | Січ.          | Лют.          | Бер.          | Квіт.         | Трав.         | Черв.         | Лип.          | Серп.         | Вер.          | Жовт.         | Лист.         | Груд.         | Рік           |
| Абсолютний максимум, °C | 27,8          | 33,3          | 37,8          | 46,1          | 48,3          | 47,2          | 46,1          | 42,8          | 41,7          | 40,6          | 35,0          | 30,0          | 48,3          |
| Середній максимум, °C | 19,8          | 22,0          | 27,1          | 33,9          | 38,6          | 40,4          | 36,1          | 35,0          | 35,0          | 32,9          | 27,4          | 21,6          | 30,8          |
| Середня температура, °C | 12,8          | 15,4          | 20,5          | 26,8          | 31,2          | 33,9          | 31,5          | 30,7          | 29,7          | 25,6          | 19,5          | 14,2          | 24,3          |
| Середній мінімум, °C | 5,9           | 8,9           | 14,0          | 19,6          | 23,7          | 23,7          | 27,4          | 26,9          | 26,4          | 24,4          | 18,2          | 11,6          | 6,8           |
| Абсолютний мінімум, °C | −2,2          | 0,0           | 2,8           | 10,0          | 14,0          | 18,0          | 20,0          | 19,0          | 16,7          | 8,3           | 1,7           | −1,1          | −2,2          |
| Норма опадів, мм | 23.0          | 28.6          | 41.2          | 19.7          | 22.4          | 36.3          | 202.1         | 163.9         | 61.1          | 12.4          | 4.2           | 13.9          | 628.8         |
| --- | ------------- | ------------- | ------------- | ------------- | ------------- | ------------- | ------------- | ------------- | ------------- | ------------- | ------------- | ------------- | ------------- |
| Джерело: National Oceanic and Atmospheric Administration — Lahore Climate Normals (1961—1990)"Extremes of Lahore". Pakistan Meteorological Department. |               |               |               |               |               |               |               |               |               |               |               |               |               |

## Економіка
У Лахорі, його передмістях і містах-супутниках (що виникли після 1947 р.) — текстильна, харчова, гумотехнічна, шкіряно-взуттєва промисловість; невелика металургія, ряд металообробних і машинобудівних підприємств (залізничні майстерні, виробництво сільськогосподарських машин, транспортного устаткування, насосів, електротехнічних виробів). Велика ТЕС. Лахор газопроводом пов'язаний з родовищем Сунь.
Лахор — старовинний центр ремесла (золоті і срібні вироби, вишивка й орнамент). Значний культурний центр, університет і коледжі.

## Транспорт
Наприкінці жовтня 2020 року в місті має запрацювати перша у всьому Пакистані лінія метрополітену, спорудження якої почалося у 2015 році. Повністю автоматизована, переважно естакадна лінія довжиною 27,1 км матиме 26 станцій, з яких лише дві розташовані під землею.

## Уродженці
- Абдул Рахім Хан-е-ханан (1556—1626), військовик, поет, вчений, музика часів падішаха Акбара Великого.
- Чета́н Ана́нд (1915—1997) — індійський кінорежисер, продюсер і сценарист.
- Мадхав Сатвалекар (1915—2006), індійський художник сучасного мистецтва.
- Мустансар Хуссейн Тарар (* 1939) —  пакистанський письменник-прозаїк, мандрівник.
- Тарік Алі (нар. 21.10.1943), британсько-пакистанський історик, письменник, журналіст, режисер, член редколегії «New Left Review» (Велика Британія), троцькіст, антиглобаліст, критик політики США та Ізраїлю.
- Асад Аманат Алі Хан (1955—2007) — пакистанський співак.

## Галерея

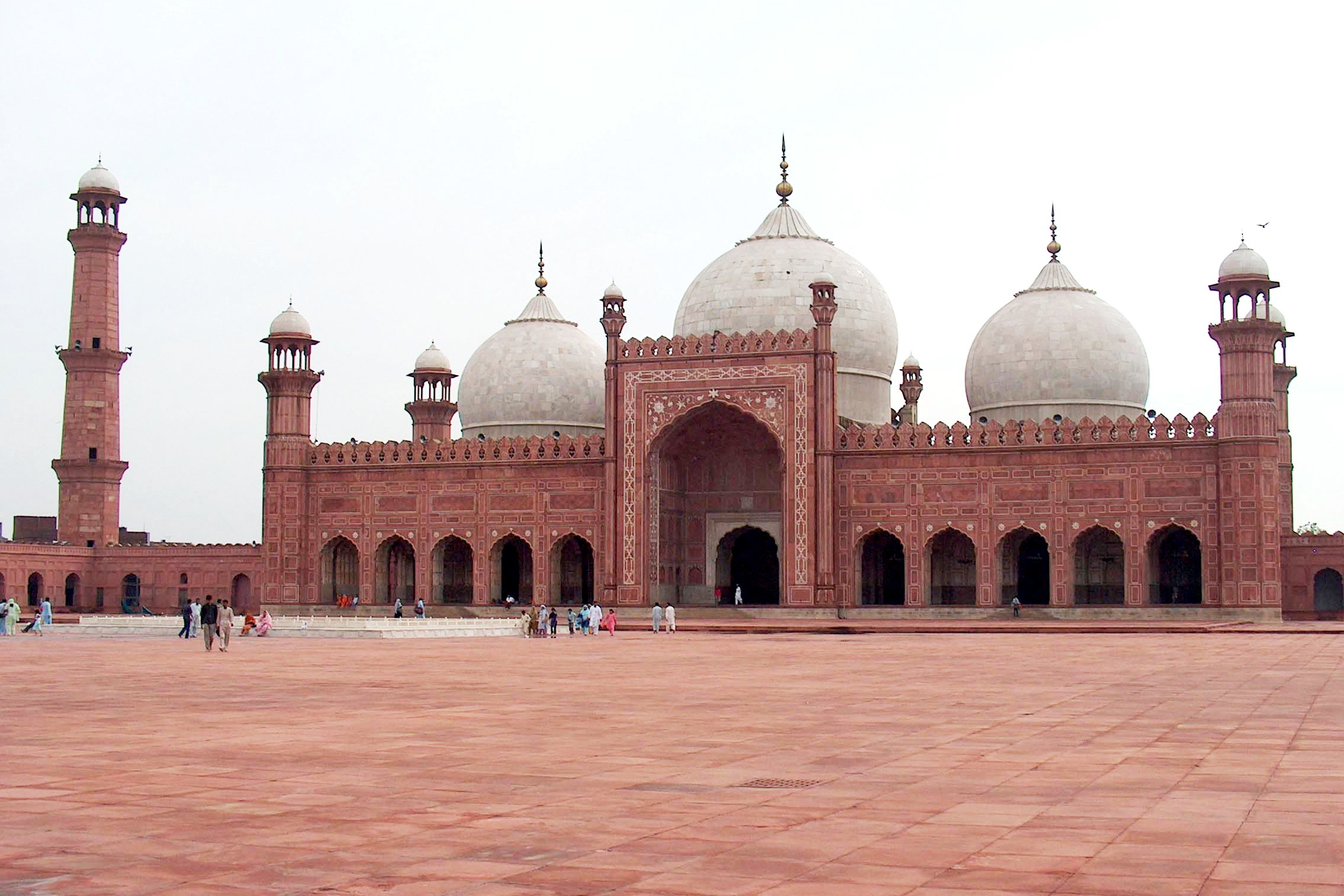
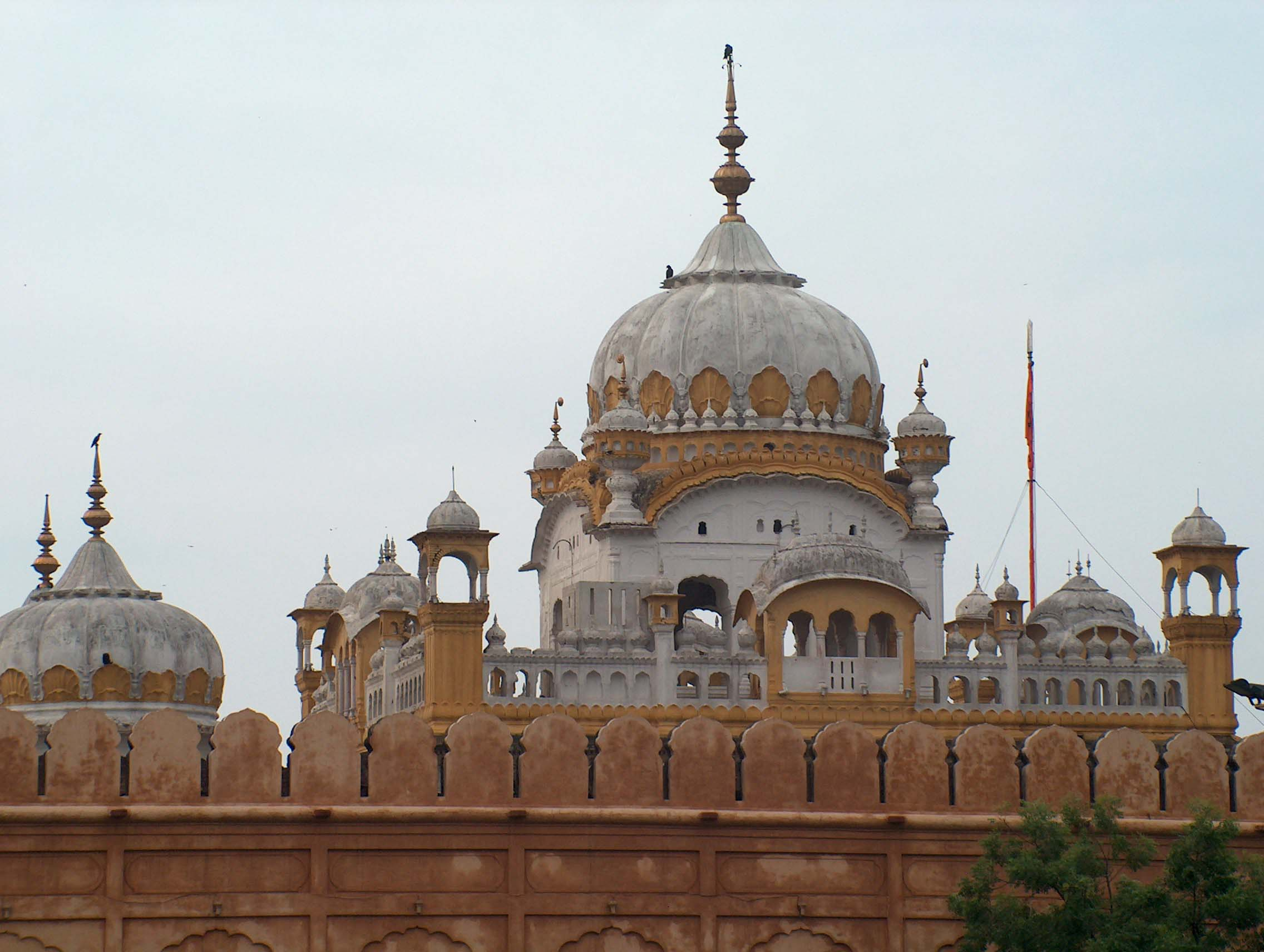
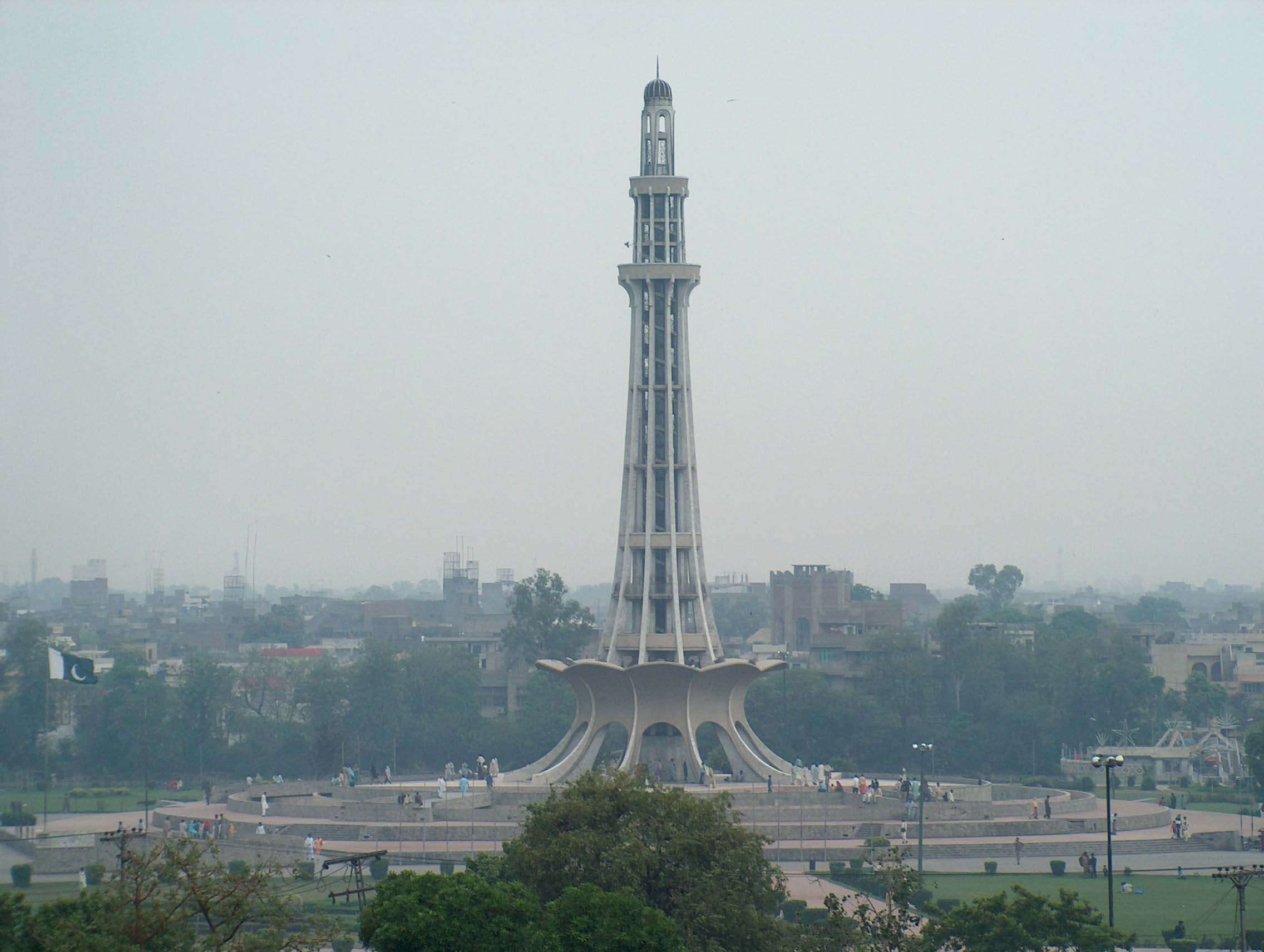
Мінар-е-Пакистан
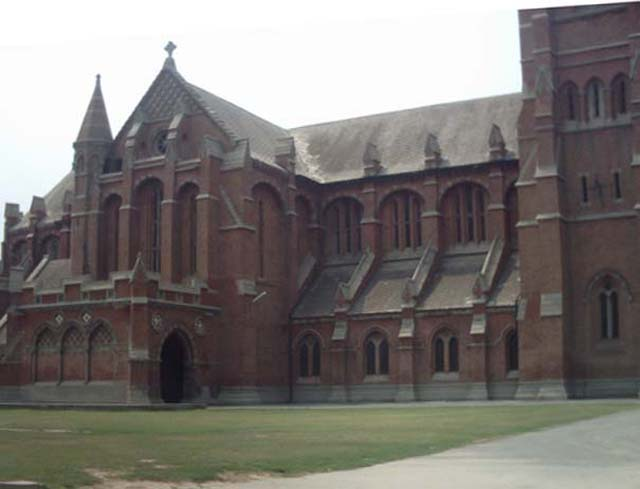
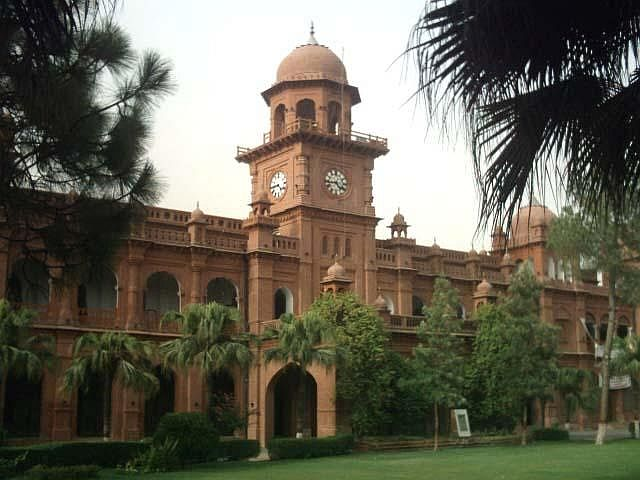
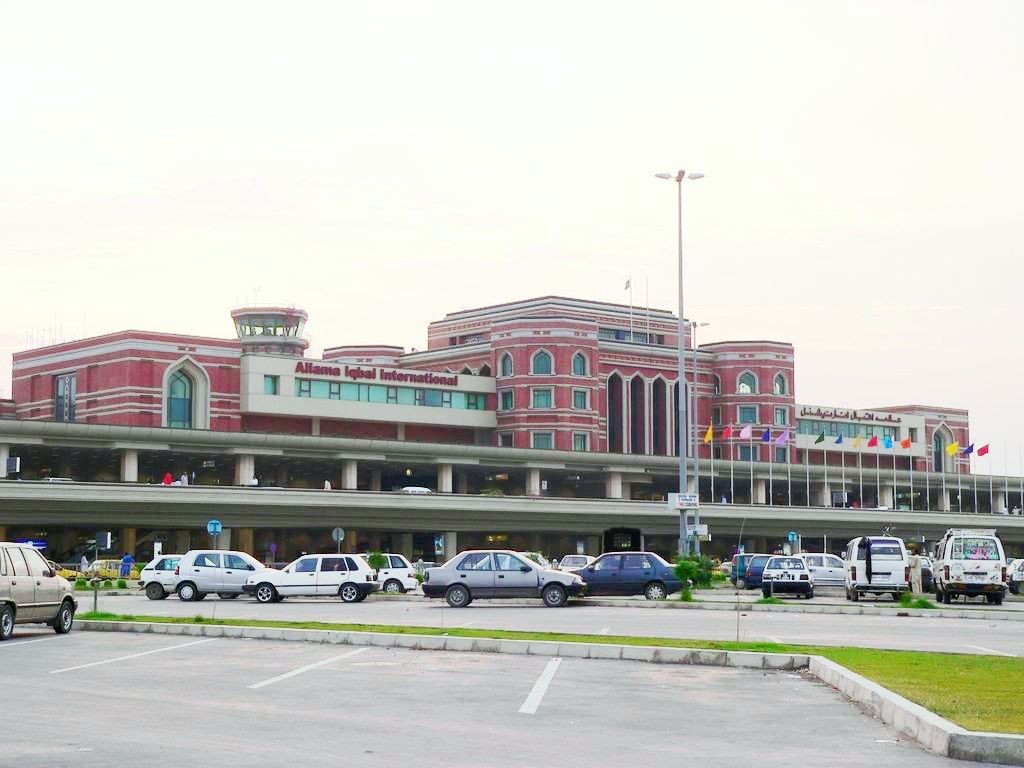
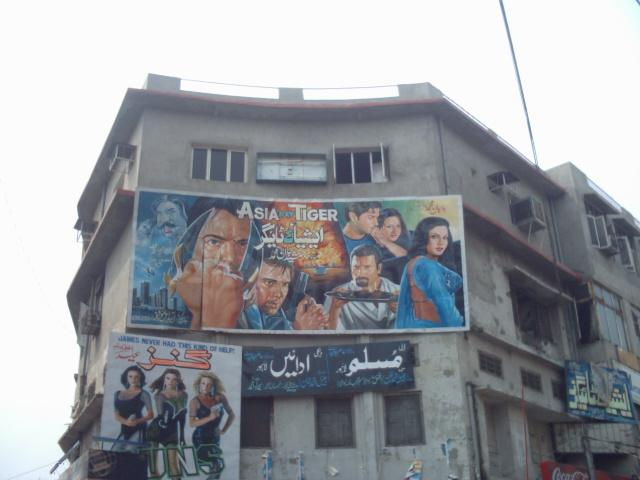